# Liste der Monuments historiques in Chamblet
Die Liste der Monuments historiques in Chamblet führt die Monuments historiques in der französischen Gemeinde Chamblet auf.

## Liste der Objekte
| Bezeichnung                                | Beschreibung    | Standort                        | Kennzeichnung | Schutzstatus | Datum | Bild |
| ------------------------------------------ | --------------- | ------------------------------- | ------------- | ------------ | ----- | ---- |
| Hostieneisen (zur Herstellung der Hostien) | 15. Jahrhundert | in der Kirche St-Maurice (Lage) | PM03001778    | Inscrit      | 2016  |      |